# آپولیپوپروتئین ب
آپولیپوپروتئین ب (انگلیسی: Apolipoprotein B) یا (APOB)، پروتئینی در بدن انسان است که توسط ژن APOB، کدگذاری می‌گردد.